# 5200 Pamal
5200 Pamal eller 1983 CM är en asteroid i huvudbältet som upptäcktes den 11 februari 1983 av den amerikanske astronomen Edward L.G. Bowell vid Anderson Mesa Station. Den är uppkallad efter Patrick Michael Malotki, en vän till upptäckaren.
Asteroiden har en diameter på ungefär 3 kilometer.